# Acripia leprosa
Acripia leprosa är en fjärilsart som beskrevs av Felder 1874. Acripia leprosa ingår i släktet Acripia och familjen trågspinnare. Inga underarter finns listade i Catalogue of Life.